# La Neuville-en-Beine
La Neuville-en-Beine – miejscowość i gmina we Francji, w regionie Hauts-de-France, w departamencie Aisne.
Według danych styczeń 2014 roku gminę zamieszkiwały 192 osoby, a gęstość zaludnienia wynosiła 50,7 osób/km².